# OT M-60
O OT M-60 (Oklopni Transporter M-60) é um blindado de transporte de tropas, construído na Iugoslávia pela FAMOS, nos anos 60.

## História
O OT (okploni transporter - Transportador Blindado) M-60 foi o primerio blindado produzido em série na Iugoslávia. O desenvolvimento do blindado começou em 1956, tendo como inspiração os veículos M-113 americano e o Saurer 4K 4FA, austriaco. Com base nestes dois veículos, foi criado um blindado totalmente novo. Seu primeiro protótipo foi finalizado em junho de 1958. Até que sua produção em série, o novo veículo blindado foi designado como Objekt M- 590. Sua produção em série começou em 1962, no mesmo ano, o M-60 foi apresentado publicamente, no desfile militar do Dia da Vitória. A qualidade dos veículos não satisfez os requisitos indicados pelo Exército Popular Iugoslavo, de modo que a FAMOS (fabricante do veiculo) iniciou o desenvolvimento de uma variante atualizada , o OT M-60P (P - poboljšani - melhorado), variante essa, que foi introduzido na produção em 1970. Durante sua produção em série (1962 até 1979), cerca de 790 veículos foram produzidos, e destes, 190 foram exportados.

### OT M-60PB
Em 1973 foi desenvolvido variante anti-tanque, o OT M-60P. Equipada com dois canhões sem recuo M60, de 82mm, montados em uma cúpula na parte traseira do blindado, a direita. Sua elevação máxima é de 6 ° e a depressão máxima de -4 °, seu giro e elevação são operados manualmente. A cúpula (ou torre) carrega em torno de dez munições HEAT, de 82mm, para alimentar os canhões. O alcance efetivo do canhão contra alvos estacionários é de 1500 m, e 1000 m contra alvos móveis. A munição HEAT pode penetrar 250 mm em uma blindagem de aço convencional, inclinada em ângulo de até 90 °, com um CEP (Circulo de Erro Provável) de 2 m para 500 m (com o tipo de munição M-58A1) e 4 m para 1000 m (com o tipo de munição M -58A2). A munição HEAT usa carga separada, fazendo a munição pesar 4.2 kg (sem o explosivo), chegando a pesar 7.2 kg (com o explosivo). o OT M-60PB carrega um tripulante a mais que sua versão original, este tripulante, é o artilheiro do canhão.

### OT M-60 na Iugoslávia
A maioria dos veículos integraram as brigadas blindadas e mecanizadas do Exército Popular Iugoslavo, enquanto que um substancial número de veículos blindados foi usado pela Milicija e pela Policija Iugoslavas, sendo nessas corporações, os blindados pintados em azul e branco. Com o início das guerras iugoslavas, o OT M-60 se mostrou obsoleto, tendo muitos defeitos , entre eles, foram relatados:
- A fraqueza da blindagem contra quase todos o tipos de armas anti-blindagem disponíveis
- A mobilidade muito reduzida, devido a seu peso.
- A baixa velocidade, devido a fraqueza do motor FAMOS FFTR.
- O baixo poder de fogo do blindado.

Seu defeitos se mostraram fatais em combate, tanto, que estes blindados sofreram varias perdas em combate na Eslovênia. Após a Guerra na Eslovênia, este blindado foi usado para transporte de munição para a linha de frente e evacuação de infantaria e feridos, pois seu uso em combate era inviável (em combate, ele foi substituído pelo BVP M-80, mais moderno). O OT M-60 tem sido usado por quase todos os exércitos criados na dissolução da Iugoslávia. O Exército da Sérvia e Montenegro aposentou seus últimos 121 blindados OT M-60P, em 2004, devido ao acordo de limitação de armas.

## Características
O OT M-60 é equipado com uma metralhadora Browning M2HB .50 BMG (sendo suada tanto como anti-área como anti-aérea), montada em uma cúpula, tendo giro de 360º. A metralhadora de apoio é um Zastava M53, 7.92x57mm Mauser, montada internamente. No blindado OT M-60PB, são montados dois canhões sem recuo M60, de 82mm, em uma cúpula na parte traseira do blindado, tomando boa parte do espaço das tropas no blindado. Os canhões são operados por um artilheiro, posicionado entre o meio dos canhões.
O motorista do blindado fica na parte frontal, a esquerda. Sua escotilha é feita para visão diurna, por´me, pode ser adaptado um visor Infravermelho, para operações noturnas. A sua direita, o artilheiro se situa, ficando prontamente a operar a metralhadora interna ou a metralhadora pesada, na cúpula externa. Atras do motorista, se situa o comandante. Na parte de trás, se situam duas filas de bancos, na qual podem ser colocado 10 soldados. Estes, podem disparar por três seteiras em cada lado do blindado e saem por duas portas traseiras. O blindado supera obstáculos verticais de 0,6 m de largura e valas de até 2 m, inclinações de até 60% , e a água a uma profundidade de 1,35 m, a uma velocidade de 8 Km/h.
O veículo é propelido por um motor FAMOS FFTR, 6 cilindros, a diesel, com 150 hp, provendo a o blindado, uma velocidade superior a 45 km/h, em estrada. O veículo é construído todo em aço, dando proteção contra armas leves, porém, não tem nenhum tipo de proteção NBQ.

## Variantes
- OT M-60: Versão inicial do blindado.
- OT M-60P: Versão melhorada do blindado. A principal mudança foi a troca do motor FAMOS FFTR por um motor Steyr, austríaco, mesmo motor utilizado no trator de artilharia GJ-800.
- OT M-60PB: Versão anti-carro do blindado. Equipada com dois canhões sem recuo M60, de 82mm, montados em uma cúpula na parte traseira do blindado, a direita.
- OT M-60SP: Versão porta-morteiros. Equipado com um morteiro M41, de 82mm
- OT M-60S: Versão Ambulância, desarmado.
- OT M-60PK: Versão de comando e controle. Equipado com sistemas adicionais de comunicações e antenas UHF.

## Operadores
- / Bósnia e Herzegovina: Capturados daIugoslávia e Republika Srpska na guerra, utilizados pela ARBiH. Sendo substituído no Exército da Bósnia e Herzegovina por um mix de blindados americanos e franceses.
- Croácia: 40 blindados apreendidos na guerra. Todos já retirados de serviço.
- Iraque: Único operador estrangeiro do blindado. Encomendou 190 OT M-60P antes de 1990. Os que não forma perdidos na Guerra do Golfo forma retirados de serviço logo após.
- Iugoslávia: Operador original. 600 veículos entre 1962 e 1991. Todos foram passados para seus estados sucessores.
- República Federal da Iugoslávia: Operado de 1992 a 2003, quando o Exército da Iugoslávai se tornou Exército da Sérvia e Montenegro.
- Republika Srpska: Blindados vindos dos estoques iugoslavos na guerra. Foi operado pelo Exército da Republika Srpska até seu encerramento, em 2006.
- República Sérvia de Krajina: Blindados vindos dos estoques iugoslavos na guerra. Operado pelo Exército da Republika Srpska Krajina até ser dissolvido, em 1995. Este blindado também foi operado por alguns grupos paramilitares.
- : Sérvia e Montenegro: Operado de 2003 até 2004, quando os últimos 121 blindados em operação forma aposentados e sucateados.